# Nyctimystes bivocalis
Espèce
Synonymes
- Litoria bivocalis (Kraus, 2012)

Nyctimystes bivocalis est une espèce d'amphibiens de la famille des Pelodryadidae.

## Répartition
Cette espèce est endémique de la province de Milne Bay en Papouasie-Nouvelle-Guinée. Elle se rencontre dans les monts Cloudy et l'extrême Sud de la chaîne Owen Stanley dans l'Est de la Nouvelle-Guinée.

## Publication originale
- Kraus, 2012 : Identity of Nyctimystes cheesmani (Anura: Hylidae), with description of two new related species. Zootaxa, no 3493, p. 1–26.